# آپولو ۱۲
آپولو ۱۲ (۱۴–۲۴ نوامبر ۱۹۶۹) ششمین پرواز خدمه در برنامه فضایی آپولو ایالات متحده و دومین پروازی بود که بر روی ماه فرود آمد و در ۱۴ نوامبر ۱۹۶۹ توسط ناسا از مرکز فضایی کندی فلوریدا پرتاب شد. فرمانده چارلز پیت کنراد و خلبان ماژول ماه، آلن بین، کمی بیش از یک روز و هفت ساعت در سطح ماه فعالیت انجام دادند در حالی که خلبان ماژول فرماندهی ریچارد اف گوردن در مدار ماه باقی ماند.
اگر آپولو ۱۱ شکست می‌خورد، آپولو ۱۲ اولین فرود روی ماه را انجام می‌داد، اما پس از موفقیت در مأموریت نیل آرمسترانگ، آپولو ۱۲ دو ماه به تعویق افتاد و سایر مأموریت‌های آپولو نیز در برنامه آرام‌تری قرار گرفتند. زمان بیشتری برای آموزش زمین‌شناسی برای آماده‌سازی آپولو ۱۲ در نظر گرفته شد و کنراد و بین چندین سفر زمین‌شناسی را برای آماده شدن مأموریت خود انجام دادند. فضاپیمای آپولو ۱۲ و پرتابگر تقریباً مشابه آپولو ۱۱ بود. یکی از اضافه‌ها بانوج‌هایی بود که به کنراد و بین اجازه می‌داد تا راحت‌تر روی ماه استراحت کنند.
اندکی پس از پرتاب در یک روز بارانی در مرکز فضایی کندی، آپولو ۱۲ دو بار مورد اصابت صاعقه قرار گرفت که باعث ایجاد مشکلاتی در ابزار حیاتی شد، اما آسیب کمی را به همراه داشت. تغییر به منبع تغذیه کمکی مشکل رله داده را حل کرد و مأموریت را نجات داد. در غیر این صورت، سفر بیرونی به ماه مشکلات کمی داشت. در ۱۹ نوامبر، کنراد و بین به یک فرود دقیق در مکان مورد انتظار خود در فاصله چند قدمی کاوشگر روباتیک نقشه‌بردار ۳ که در ۲۰ آوریل ۱۹۶۷ فرود آمده بود، دست یافتند. آنها با انجام یک فرود دقیق، نشان دادند که ناسا می‌تواند مأموریت‌های آینده را در این منطقه برنامه‌ریزی کند. انتظار می‌رود که فضانوردان بتوانند در نزدیکی مکان‌های مورد علاقه علمی فرود بیایند. کنراد و بین بسته آزمایش‌های سطح ماه، گروهی از ابزارهای علمی با انرژی هسته‌ای، و همچنین اولین دوربین تلویزیون رنگی را که توسط مأموریت آپولو به سطح ماه گرفته شده بود، حمل کردند، اما پس از اینکه بین دوربین را به سمت ماه گرفت، انتقال از بین رفت. پنل‌های خورشیدی و سنسور آن از بین رفت. در دومین راهپیمایی ماه، آنها از نقشه‌بردار ۳ بازدید کردند و قطعاتی را برای بازگشت به زمین برداشتند.
ماژول خدمه در ۲۰ نوامبر از ماه بلند شد و به ماژول فرمانی که در مدار بود متصل شد و به زمین بازگشتند. مأموریت آپولو ۱۲ در ۲۴ نوامبر با یک آب‌فرود موفقیت‌آمیز به پایان رسید.

## خدمه و پرسنل کنترل مأموریت

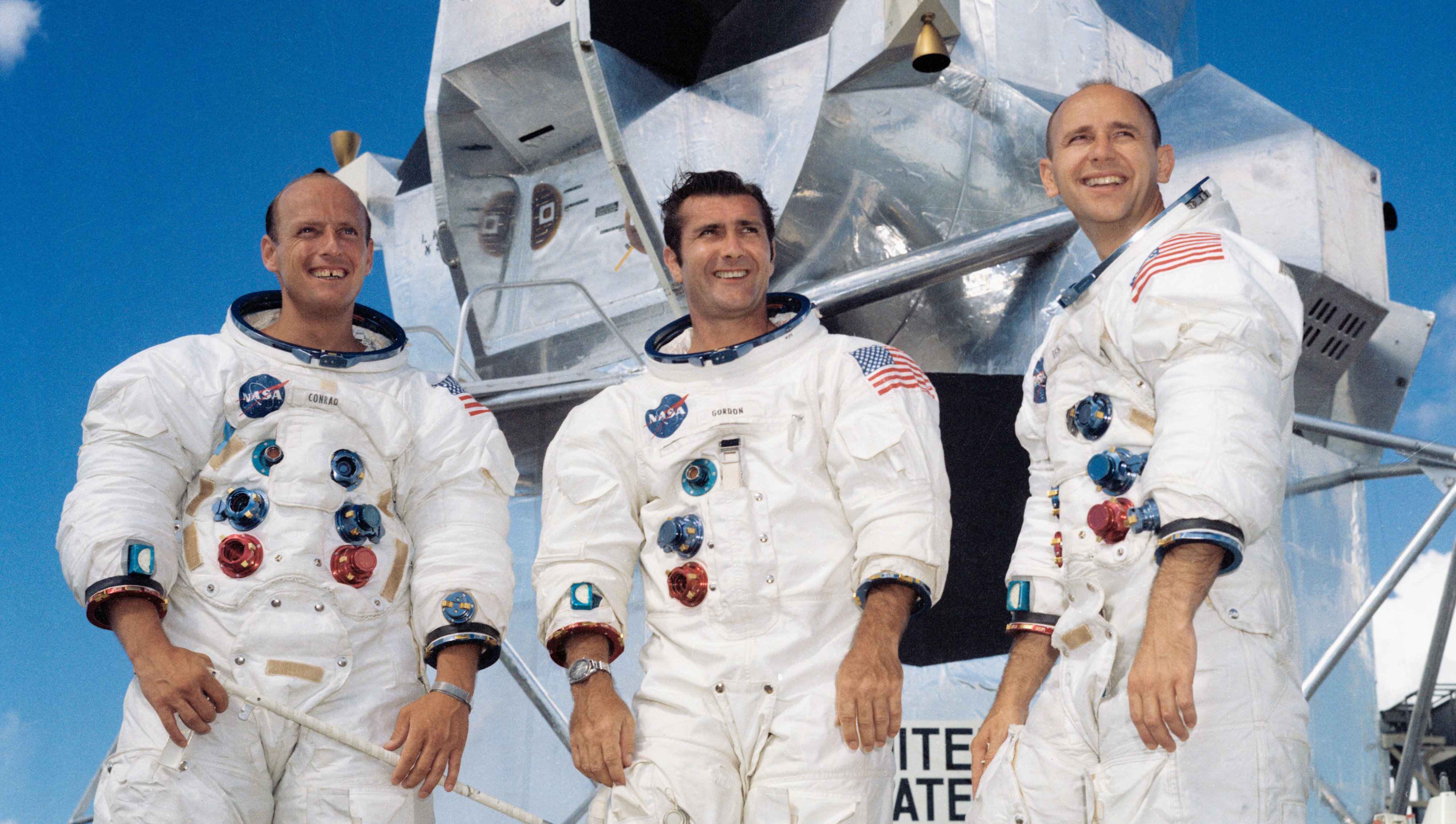
خدمه آپولو 12

فرمانده خدمه آپولو ۱۲ پیت کنراد بود که در زمان مأموریت ۳۹ ساله بود. پس از دریافت مدرک لیسانس در رشته مهندسی هوانوردی از دانشگاه پرینستون در سال ۱۹۵۳، او یک خلبان نیروی دریایی شد و مدرسه خلبانی آزمایشی نیروی دریایی ایالات متحده را در پایگاه هوایی رودخانه پاتوکسنت به پایان رساند. او در سال ۱۹۶۲ در گروه دوم فضانوردان انتخاب شد و در سال ۱۹۶۵ با جمینای ۵ پرواز کرد و در سال ۱۹۶۶ به عنوان خلبان فرماندهی جمینای ۱۱ پرواز کرد. خلبان ماژول فرماندهی ریچارد اف گوردن جونیور، در زمان پرتاب آپولو ۱۲ ۴۰ سال سن داشت، همچنین در سال ۱۹۵۳، پس از فارغ‌التحصیلی از دانشگاه واشینگتن در رشته شیمی خلبان نیروی دریایی شد و مدرسه خلبانی آزمایشی را در رودخانه پاتوکسنت به پایان رساند. او در سال ۱۹۶۳ به عنوان فضانورد گروه ۳ انتخاب شد و با کنراد در جمینای ۱۱ پرواز کرد.
خلبان اصلی ماژول که برای کار با کنراد منصوب شد، کلیفتن ویلیامز بود. ویلیامز در اکتبر ۱۹۶۷ در اثر سقوط نورتروپ تی-۳۸ که در حال پرواز بود در نزدیکی تالاهاسی، فلوریدا کشته شد. کنراد هنگام تشکیل خدمه خود، آلن بین، دانش آموز سابق او در مدرسه خلبانی آزمایشی را درخواست کرد، اما مدیر عملیات خدمه پرواز دیک اسلایتون به او گفته بود که بن به دلیل انتساب به برنامه فضایی آپولو در دسترس نیست. پس از مرگ ویلیامز، کنراد دوباره خواستار بن شد و این بار اسلایتون تسلیم شد. بن زمانی که آغاز به کار کرد، در سال ۱۹۵۵ از دانشگاه تگزاس در رشته مهندسی هوانوردی فارغ‌التحصیل شده بود. او همچنین یک هوانورد دریایی بود. بن در سال ۱۹۶۳ در کنار گوردون انتخاب شد و برای اولین بار با آپولو ۱۲ در فضا پرواز کرد. سه خدمه آپولو ۱۲ قبلاً در سال ۱۹۶۹ از آپولو ۹ پشتیبانی کرده بودند.
دیوید اسکات خدمه پشتیبان آپولو ۱۲ به عنوان فرمانده بود، آلفرد وردن به عنوان خلبان ماژول فرماندهی و جیمز بنسن اروین به عنوان خلبان ماژول سطح‌نشین بودند. همچنین آنها خدمه آپولو ۱۵ شدند. برای آپولو، خدمه سوم فضانوردان، که به عنوان خدمه پشتیبانی شناخته می‌شود، علاوه بر خدمه اصلی و پشتیبان مورد استفاده در پروژه‌های مرکوری و جمینای، تعیین شدند. اسلایتون خدمه‌های پشتیبانی را ایجاد کرد زیرا جیمز مک‌دیویت، که فرماندهی آپولو ۹ را بر عهده داشت، معتقد بود که با انجام آماده‌سازی در تأسیسات در سراسر ایالات متحده، جلساتی که نیاز به عضوی از خدمه پرواز دارند، از دست خواهند رفت. اعضای خدمه پشتیبانی باید طبق دستور فرمانده مأموریت کمک کنند. معمولاً از نظر ارشدیت پایینی، آنها قوانین برنامه پرواز و چک لیست‌های مأموریت را جمع‌آوری می‌کردند و آنها را به روز نگه می‌داشتند. مدیران پرواز عبارت بودند از: گری گریفین، شیفت اول، پیت فرانک، شیفت دوم، کلیفورد چارلزورث، شیفت سوم، و میلتون ویندلر، شیفت چهارم. مدیران پرواز در طول آپولو شرح وظایف یک جمله‌ای داشتند، «مدیر پرواز موظف است هر اقدامی را برای ایمنی خدمه و موفقیت در مأموریت انجام دهد.» ارتباطات کپسولی توسط اسکات، وردن، ایروین، کار، گیبسون، ویتز و دان ال لند هدایت می‌شد.

## نشان مأموریت
نشان مأموریت آپولو ۱۲ پیشینه نیروی دریایی خدمه را نشان می‌دهد. هر سه فضانورد در زمان مأموریت از فرماندهان نیروی دریایی ایالات متحده بودند. این شامل یک کشتی کلیپر است که به ماه می‌رسد، کشتی دنبال آتش است و پرچم ایالات متحده را برافراشته است. نام مأموریت آپولو ایکس‌آی‌آی و نام خدمه روی یک حاشیه طلایی عریض، با تزئینات آبی کوچک قرار دارد. آبی و طلایی رنگ‌های سنتی نیروی دریایی ایالات متحده هستند. این نشان دارای چهار ستاره است، هر کدام یک ستاره برای سه فضانوردی که مأموریت را انجام دادند.
این نشان توسط خدمه و با کمک چندین کارمند پیمانکاران ناسا طراحی شده‌است. منطقه فرود آپولو ۱۲ بر روی ماه در بخشی از سطح ماه است که بر اساس عکسی از کره ماه که توسط مهندسان گرفته شده‌است، روی تصویر نشان داده شده‌است. کشتی کلیپر بر اساس عکس‌هایی از چنین کشتی‌هایی بود که بن به دست آورده بود.

## نگارخانه

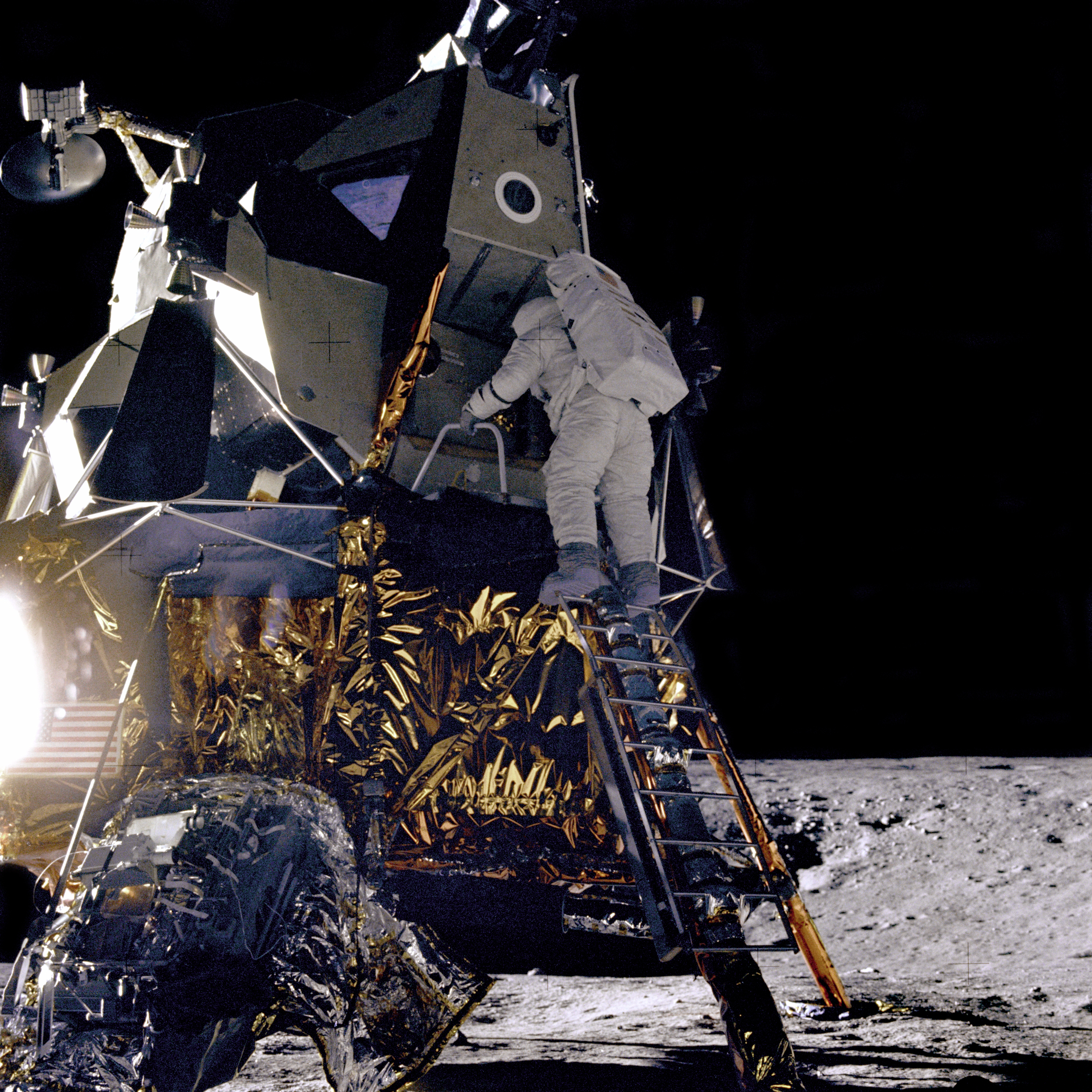
فرود
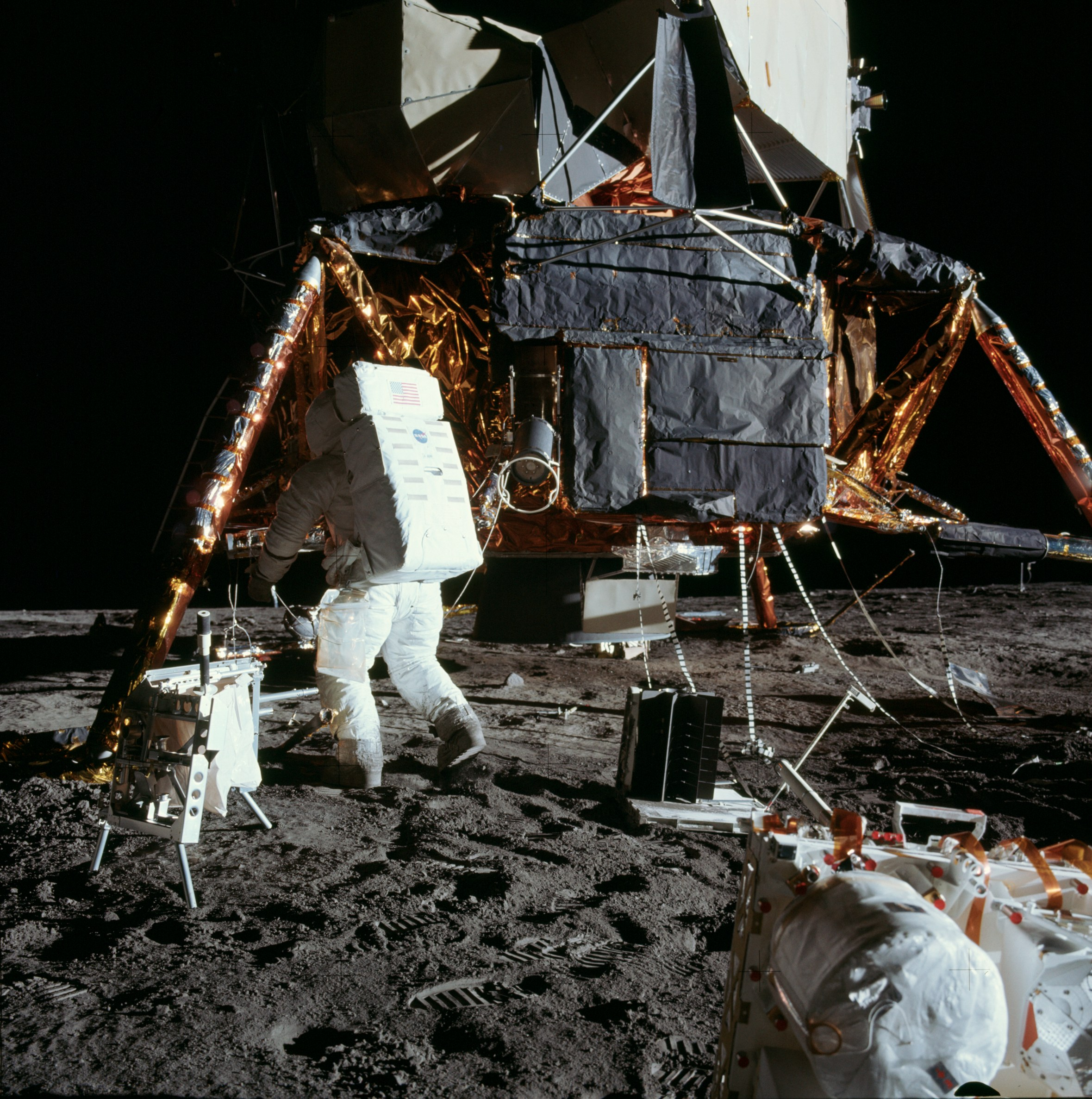
آلن بین در حال کار بر روی سطح ماه
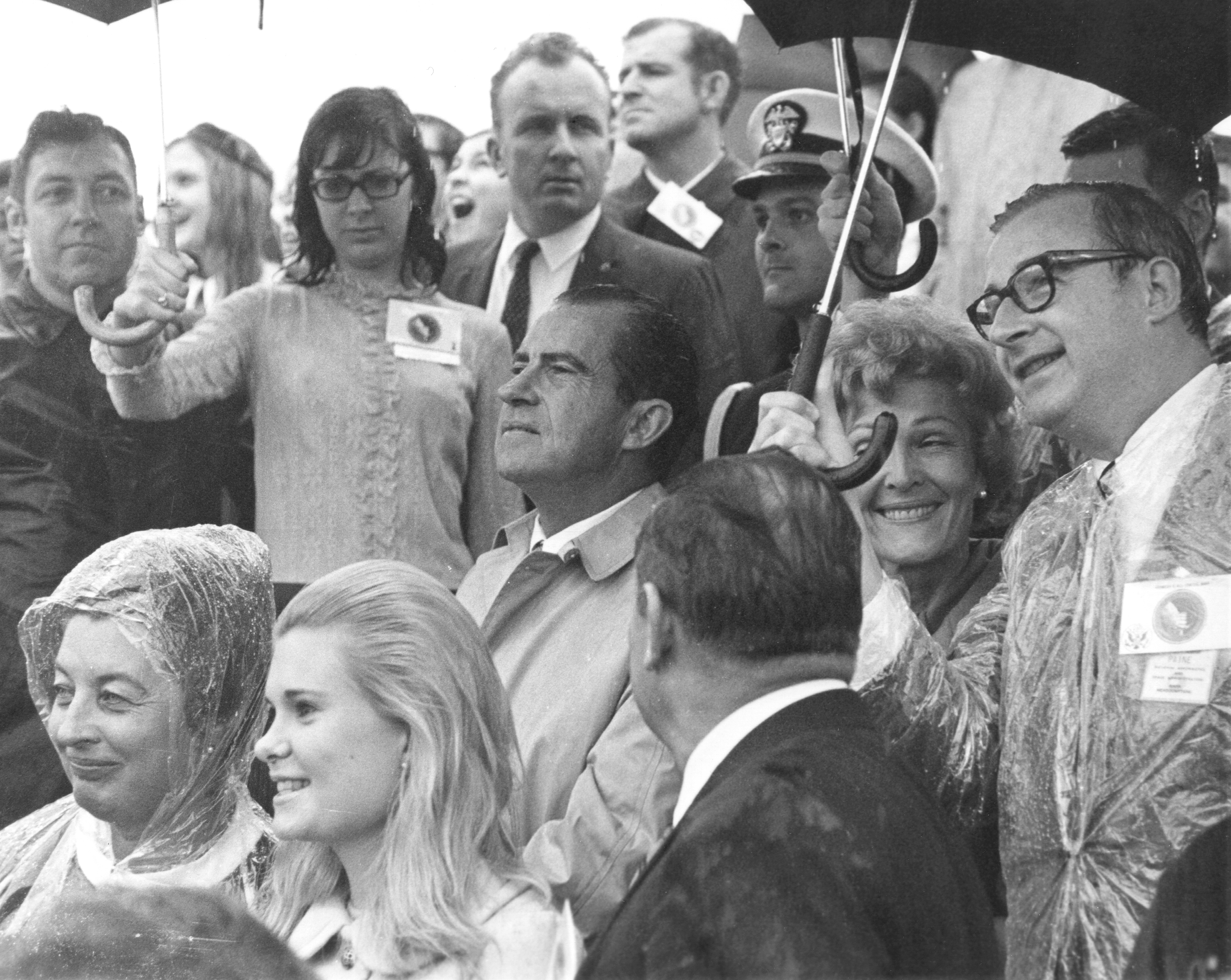
ریچارد نیکسون پرتاب سفینه را می‌نگرد
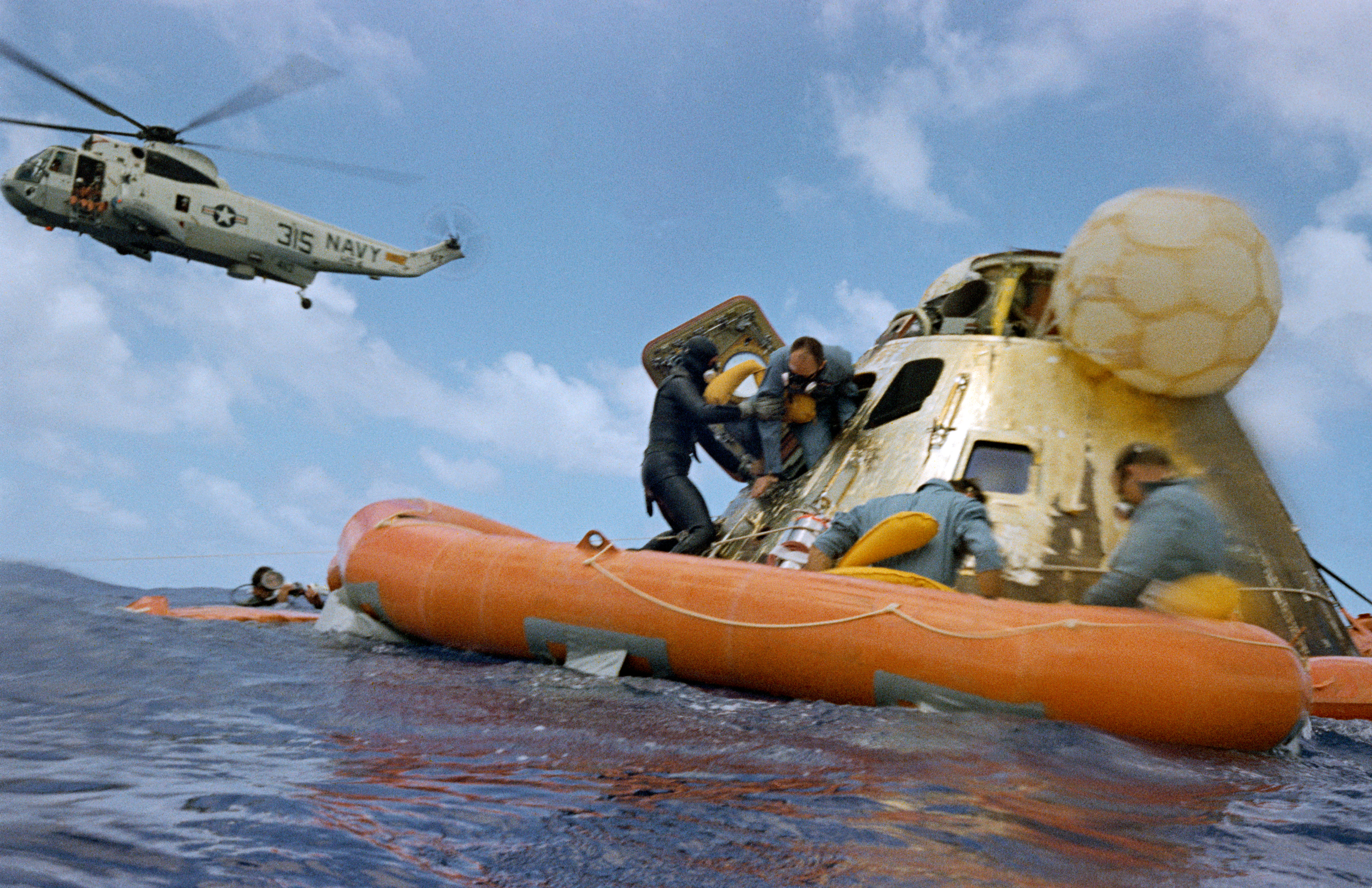
بازگشت